# Naukati Bay (Alaska)
Naukati Bay es un lugar designado por el censo ubicado en el Área censal de Príncipe de Gales–Hyder en el estado estadounidense de Alaska. En el Censo de 2010 tenía una población de 113 habitantes y una densidad poblacional de 8,57 personas por km².

## Geografía
Naukati Bay se encuentra en las coordenadas 55°52′38″N 133°12′12″O / 55.87722, -133.20333. Según la Oficina del Censo de los Estados Unidos, Naukati Bay tiene una superficie total de 13.19 km², de la cual 12.41 km² corresponden a tierra firme y (5.89%) 0.78 km² es agua.

## Demografía
Según el censo de 2010, había 113 personas residiendo en Naukati Bay. La densidad de población era de 8,57 hab./km². De los 113 habitantes, Naukati Bay estaba compuesto por el 87.61% blancos, el 0% eran afroamericanos, el 6.19% eran amerindios, el 0.88% eran asiáticos, el 0% eran isleños del Pacífico, el 0% eran de otras razas y el 5.31% pertenecían a dos o más razas. Del total de la población el 0% eran hispanos o latinos de cualquier raza.

## Localidades adyacentes
El siguiente diagrama muestra a las localidades más próximas a Naukati Bay.